# Гаранин, Георгий Семёнович
Георгий Семёнович Гаранин (1913—1998) — советский оружейник, конструктор дымового гранатомёта «Туча» и других видов вооружений.

## Биография
Родился в деревне Мисайлово Ковровского уезда Владимирской губернии в семье ремонтника железной дороги, в 1917 году умершего в немецком плену.
Окончив 7-летнюю школу и Ковровский железнодорожный техникум, работал на Калужском заводе НКПС.
Вернулся в Ковров и 12 июля 1933 года поступил на оружейный завод на должность конструктора под руководством инженера Александра Ивановича Гнатенко.
В 1936 году призван в РККА, в период службы вместе с А. С. Константиновым разработал устройство перезарядки крыльевых авиационных пулеметов.
В январе 1939 года после увольнения в запас вернулся на Ковровский завод в проектно-конструкторское бюро. В октябре 1940 года перевёлся во вновь созданное КБ-2 В. А. Дегтярёва.
В начале 1941 года разработал принятую на вооружение зенитную треногу для пулемета ДС-39.
В первые дни Отечественной войны вошёл в состав группы конструкторов по разработке противотанкового ружья (Г. С. Гаранин, А. А. Дементьев и С. М. Крекин).
В окончательный вариант, получивший название «Противотанковое ружье Дегтярева» ПТРД, вошли конструкции ствола и спускового механизма Гаранина.
За эту разработку награждён медалью «За оборону Москвы».
В годы войны также дорабатывал станок для ДС-42, участвует в разработке зенитной треноги для противотанковых ружей ПТРД и ПТРС, а также 14,5 мм противотанкового пулемёта и полевого станка к нему.
В дальнейшем на должностях ведущего конструктора и главного конструктора проекта разработал полевой станок для 14,5 мм пулемёта КПВ-44, вёл разработки стрелкового оружия, в том числе различных вариантов пулемётов.
В 1967 году перешёл на Ковровский механический завод (КМЗ), где руководил созданием дымового гранатомета «Туча».
С 1987 года на пенсии. Умер в 1998 году.

## Награды
Награждён медалями «За трудовую доблесть», «За оборону Москвы», «За доблестный труд в Великой Отечественной войне 1941—1945 гг.»